# Ночь на перекрёстке (фильм)
«Ночь на перекрёстке» (фр. La Nuit du carrefour) — французский криминальный фильм режиссёра Жана Ренуара, снятый и вышедший на экраны в 1932 году. Является экранизацией одноимённого детективного романа Жоржа Сименона из цикла его произведений о комиссаре Жюле Мегрэ. Фильм стал первой из многочисленных киноадаптаций, посвящённых этому популярному персонажу литературы.
Ренуар занялся кинематографом с середины 1920-х годов. Первоначально он сам финансировал свои картины, но после нескольких неудач вынужден был прибегнуть к помощи продюсеров. Режиссёр с энтузиазмом принял появление звукового кино, однако, по целому ряду причин, некоторое время не мог получить необходимого финансирования. При помощи своего знакомого продюсера Пьера Бронберже в 1931 году ему удалось снять незамысловатую комедию-фарс «Ребёнку дают слабительное» и драму «Сука», считающуюся первым значительным фильмом классика французского кино. Однако конфликты во время съёмок с продюсерами и неудачный прокат привели к тому, что за Ренуаром утвердилась репутация неуживчивого режиссёра, склонного к перерасходу средств. В 1931 году он решил экранизировать роман Сименона «Ночь на перекрёстке». С писателем режиссёр поддерживал дружеские отношения ещё с начала 1920-х годов, что помогло им прийти к соглашению об адаптации. На этот раз источником финансирования стали частные лица, не связанные с кинематографом. В конце лета 1931 года писатель передал права на экранизацию непосредственно Ренуару, а не одной из продюсерских компаний.
Сценарий и сам фильм создавались при непосредственном участии Сименона. Натурные съёмки прошли с января по март 1932 года в городе Буффемон в Иль-де-Франс, где поселилась съёмочная группа, причём многие её члены были близкими друзьями и родственниками режиссёра. Павильонные съёмки велись на студии в Бийанкуре недалеко от Парижа. Роль Мегрэ сыграл актёр Пьер Ренуар, брат постановщика. Его кандидатуру одобрил лично Сименон, что было предусмотрено контрактом. На съёмочной площадке и вне её царила дружественная обстановка, режиссёр старался предоставить творческую свободу актёрам и членам съёмочной группы. Как и в предыдущих фильмах, режиссёр много экспериментировал со звуковым сопровождением, стремясь к максимальной естественности, передаче настоящих шумов.
Премьера фильма состоялась 21 апреля 1932 года в Париже. Прокат в коммерческом отношении был неутешительным для создателей, мнения критиков противоречивыми, многие расценили сюжет как малопонятный. Высказывались предположения, что сюжетные несостыковки объясняются тем, что по недосмотру часть отснятого материала не попала в прокатную версию. Позднее Ренуар оправдывался, что в его задачу входило передать сумрачную атмосферу литературного источника. Кроме того, это была экспериментальная работа, идеи которой полностью не были реализованы из-за недостатка финансирования. Несмотря на критику многие признают, что фильм получился примечательным для развития творческой эволюции мастера, а первое появление на экране Мегрэ стало одним из самых запоминающихся. Экранизация считается единственной в наследии классика французского кинематографа, которую можно отнести к категории криминального жанра. Некоторые исследователи относили такие работы как «Сука» и «Ночь на перекрёстке» к предшественникам фильмов в жанре нуар.

## Сюжет
Действие разворачивается в течение нескольких дней и связано с событиями в районе перекрёстка у Авренвиля. Здесь находится несколько домов, и проходит оживлённая трасса на Париж. Страховой агент Эмиль Мишоне обнаружил пропажу принадлежащего ему автомобиля. Об этом узнал жандарм, который находился в расположенной рядом мастерской. Он отреагировал на шум, поднятый Мишоне и его женой. Они обвинили в пропаже машины иностранцев, живущих в особняке по соседству: датчанина Карла Андерсена и его «сестру» — Эльзу. Жандарм попадает во двор к Андерсенам, и находит в их гараже автомобиль Мишоне. За его рулём был обнаружен труп еврея-ювелира Гольдберга из Антверпена, застреленного из винтовки. Обстоятельства этого преступления становятся достоянием прессы, а расследование поручено парижскому комиссару Жюлю Мегрэ.
В первую очередь под подозрение полиции попадает Карл Андерсен, бывший датский военный офицер, который, как предполагается, хорошо владеет огнестрельным оружием. Он работает художником-декоратором по тканям, выполняя заказы для парижских клиентов и получая около двух тысяч франков в месяц. По его словам, он предпочитает жить уединённо за пределами Парижа, так как для поддержания деловых контактов ему достаточно встречаться с заказчиками лишь раз в месяц. В ходе многочасового допроса, проводимого комиссаром Мегрэ, датчанин категорически отрицает какую-либо причастность к совершённому преступлению, и за недостатком улик его вынуждены отпустить. В доме Андерсенов комиссар знакомится с Эльзой, красивой женщиной с сильным характером. С целью выяснения обстоятельств преступления полиция устанавливает за перекрёстком наблюдение. В комиссариате получают телеграмму, что жена убитого ювелира опознала его тело по фотографии и прибудет во Францию. Ночью её ожидает комиссар Мегрэ на перекрёстке, однако, не успела она представиться полицейским, как, выходя из автомобиля, была застрелена неизвестным. Следующей ночью, в то время как комиссар Мегрэ ведёт допрос Эльзы, которая явно что-то недоговаривает и ведёт себя подозрительно, у неё дома таинственный убийца тяжело ранит Карла. Эльза флиртует с комиссаром, но внезапно падает без чувств в его объятия. Выяснятся, что это произошло из-за отравления. После этого её с трудом выхаживают.
Комиссару постепенно становится ясна общая картина происходящих событий. Мегрэ становится свидетелем схватки между Эльзой и Мишоне, которая пыталась его убить, а он в ответ едва не задушил её. Комиссар выясняет, что Эльза вовсе не является богатой наследницей из хорошей семьи, за которую она выдаёт себя. На сам деле она дочь убийцы, казнённого по приговору суда в Гамбурге. Также полицией устанавливается, что она бывшая уличная проститутка, разыскиваемая датской полицией за участие в многочисленных вооружённых ограблениях. Карл Андерсен вовсе не брат ей; он из обеспеченной семьи — полюбив Эльзу, он помог ей избежать преследования полиции и безуспешно пытался вернуть к честному образу жизни. Именно она стоит за преступлениями и убийствами, которые расследует комиссар Мегрэ. Женщина сумела обольстить многих мужчин, причастных к «делу на перекрёстке», заманила в ловушку ювелира Гольдберга и управляла действиями убийцы — механика-итальянца из автомастерской. По обвинению в совершении тяжких преступлений полицейские арестовывает членов банды и Эльзу.

## Над фильмом работали
Актёрский состав:
| Пьер Ренуар       | Комиссар Мегрэ                 |
| Жорж Тероф        | инспектор Люка, помощник Мегрэ |
| Уинна Уинфрид     | Эльза Андерсен                 |
| Жорж Кудря        | Карл Андерсен                  |
| Андре Диньимон    | Оскар, автомеханик             |
| Жорж Андре-Мартен | Гранжан                        |
| Жан Жере          | Эмиль Мишоне, страховой агент  |
| Джейн Пирсон      | мадам Мишоне, его жена         |
| Люси Вилла        | Мишель, жена Оскара            |
| Мишель Дюран      | Жожо, служащий гаража          |
| Жан Митри         | Арсен                          |
| Роже Гайар        | мясник                         |
| Макс Дальбан      | доктор                         |
| Булико            | жандарм                        |
| Манюэль Рааби     | Гвидо                          |

Съёмочная группа:
| Роль                 | Имя                                           |
| -------------------- | --------------------------------------------- |
| Авторы сценария      | Жан Ренуар, Жорж Сименон                      |
| Диалоги              | Жан Ренуар                                    |
| Режиссёр             | Жан Ренуар                                    |
| Ассистенты режиссёра | Жак Беккер, Морис Блондо                      |
| Директор             | Жак Беккер                                    |
| Операторы            | Марсель Люсьен, Жорж Асселен                  |
| Художник             | Уильям Аге, при участии Жана Кастанье         |
| Монтажёр             | Маргерит Ренуар                               |
| Ассистент монтажёра  | Сюзанн де Труа, при участии Вальтера Руттмана |
| Производство         | Europa Films                                  |

## История создания

### Предыстория
С первых работ в кинематографе Жан Ренуар самостоятельно финансировал производство своих фильмов, однако, столкнувшись с существенными финансовыми потерями, вынужден был обратиться к съёмкам развлекательных картин, чтобы иметь возможность заниматься любимым делом. Однако несколько неудачных в коммерческом отношении картин вынудили его обратиться к стороннему финансированию. В своих мемуарах Ренуар вспоминал, что когда в 1929 году появилось такое «чудовище», как звуковое кино, он принял его с восторгом, видя огромные художественные возможности этого технического новшества. Однако, по целому ряду причин, он продолжительное время не мог получить необходимого финансирования. С целью попробовать себя в качестве режиссёра звукового фильма, он обратился к нескольким продюсерам и предложил им план экранизации по роману Жоржа де ла Фуршадьера «Сука» (фр. La Chienne). В начале 1930-х годов содиректором студии в Бийанкуре был назначен его хороший знакомый Пьер Бронберже. В итоге Бронберже и его компаньон Роже Ришбе согласились профинансировать фильм, но для этого Ренуар вынужден был пройти «экзамен» в виде съёмки фарсовой комедии «Ребёнку дают слабительное». После коммерческого успеха этой малобюджетной короткометражки продюсеры согласились на продолжение сотрудничества, что привело к созданию первого значительного фильма режиссёра — «Сука». Его премьера прошла 17 сентября 1931 года в Париже, где он имел успех. Однако полноценный прокат был сорван усилиями крайне правых, которые устроили протестную акцию во время показа в Нанси. После этого фильм удалось выпустить в прокат в Биаррице, а с ноября 1931 года и в Париже, где в целом он сумел собрать лишь незначительную прибыль. Несмотря на такие проблемы, связанные с созданием и прокатом картины, Ренуар подчёркивал, что она оставалась одной из самых любимых в его творчестве, а критики признают это началом зрелого периода классика французского и мирового кино. Позже режиссёр вспоминал, что борьба, которую пришлось вести, чтобы создать и выпустить в прокат «Суку», создала ему репутацию неуживчивого человека, и в связи с этим ему было чрезвычайно трудно найти свой следующий проект деньги для него.

### Подготовка
После периода вынужденной безработицы, наступившего после создания и выхода в прокат фильма «Сука», Ренуар вновь решил стать продюсером собственного фильма, но это некоторое время ему не удавалось. В связи с тем, что драма в коммерческом отношении имела посредственный успех, режиссёр вновь был вынужден некоторое время работать «на рынок». Следующим сюжетом для своего фильма Ренуар выбрал роман «Ночь на перекрёстке» (фр. La Nuit du carrefour) своего друга Жоржа Сименона. По воспоминаниям писателя, он поддерживал отношения с Ренуаром с 1921 года, но сын последнего Ален (от первого брака с Катрин Гесслинг), относил начало их знакомства на два года позже. До этого режиссёр неоднократно заявлял об опасности заимствования кинематографического материала из литературного произведения, но его заинтересовали богатые возможности, предоставляемые для кино книгой начинающего набирать широкую популярность автора. Детектив был закончен в апреле и издан в июне 1931 года. Он является одним из первых в цикле романов о комиссаре Жюле Мегрэ, одном из самых известных литературных детективов в мире.
Дружеские отношения помогли достигнуть соглашения между режиссёром и прозаиком. В конце лета 1931 года Сименон передал права на экранизацию непосредственно Ренуару, а не одной из продюсерских компаний. Они заключили соглашение: автор получил 50 000 франков, при этом 25 000 из них полагались за участие в создании сценария. На аналогичных условиях незадолго до этого права на роман «Жёлтый пёс» Сименона перешли к продюсеру Пьеру Кальману-Леви. Это также было ещё одно раннее произведение о Мегрэ. Режиссёром адаптации был назначен Aбель Таррид. Работа над двумя фильмами началась практически одновременно, а Сименон принимал участие в обоих конкурирующих проектах. На этот раз источником финансирования картины Ренуара выступили частные лица, не связанные непосредственно с кинематографической промышленностью. Сименон и Ренуар совместно работали над сценарием на вилле последнего в Антибе и в Париже и неоднократно обсуждали ход съёмочного процесса. Для продвижения фильма они решили прибегнуть к специальному рекламному шагу: после окончания съёмок они должны были заявить о том, что заключили соглашение на киноадаптацию девяти романов писателя, гонорар за которые должен был составить 25 000 франков за каждый. Это задумка была бы реализована в случае успешного приёма фильма.

### Съёмочный процесс
Съёмки проходили с января по март 1932 года в павильонах студии в Бийанкуре недалеко от Парижа, а натурные съёмки осуществлялись в городе Буффемон в Иль-де-Франс, расположенном в двух десятках километрах от столицы. К созданию фильма Ренуар пригласил многих своих друзей, а также кинематографистов, с которыми ранее уже работал. Они согласились участвовать в дружеской компании и доброжелательной атмосфере, созданием которой славился режиссёр. Гонорары участников фильма были фактически символичными. Так, его близкий друг Жак Беккер выступил директором фильма, племянник режиссёра Клод Ренуар — помощником оператора, Маргерит Ренуар (гражданская жена режиссёра) — монтажёром, Мими Шампань — ассистенткой режиссёра. Пьер Ренуар (брат режиссёра) исполнял роль комиссара Мегрэ, причём его кандидатуру одобрил лично Сименон, что было предусмотрено контрактом. В других ролях участвовали только актёры-любители, за исключением нескольких исполнителей из числа друзей Ренуара. Так, появились на экране художник Андре Диньимон и драматург Мишель Дюран. Такой подход даже позволил Ренуару в воспоминаниях «Моя жизнь и мои фильмы» назвать образовавшуюся съёмочную группу «бандой». Жорж Кудря (Карл Андерссен ) играл с сильным акцентом. Он также был заметен и у семнадцатилетней дебютантки Уинны Уинфред (Эльза Андерсен), которая озвучила свою роль с детскими интонациями, тихим голосом. Большое значение режиссёр уделял реалистичности звука, стремясь к его максимальной достоверности, передаче настоящих шумов (автомобильных, двигателей, гудков; звуков выстрелов; инструментов в гараже, голосов людей и т. д. В своём детективе он дальше продолжил эксперименты, которым отдал дань в «Ребёнку дают слабительное» и «Суке». В целом в своих работах того периода он стремился свести к минимуму искусственные звуки.
По словам режиссёра, главной его целью было показать в кинематографических образах «тайну невероятно загадочной истории» представленной в романе. При этом он стремился подчинить детективную интригу передаче атмосферы романа. Свои идеи он выразил следующим образом:
Книга Сименона великолепно передаёт сероватую тусклость перекрёстка, расположенного в пятидесяти километрах от Парижа. Не думаю, чтобы где-нибудь на земле существовало более подавляюще-тоскливое место. Горстка этих домов, тонувших в океане тумана, дождя и грязи, выразительно описана в романе. Их мог бы прекрасно нарисовать Вламинк.
Съёмочная группа арендовала дом на перекрёстке дорог Круа-Верт (Croix Verte) и Буффемон, где велись съёмки экстерьеров. В этом же здании почти все члены «банды» и поселились в самых простых условиях. Члены киногруппы проводили почти всё время вместе. Большая часть «банды» спала на полу в самой большой комнате, где принимали пищу и часто выпивали. Так как многие эпизоды картины были сняты в тёмное время суток, то, чтобы передать атмосферу романа, часто приходилось работать по ночам. «С точки зрения таинственности результаты съёмок превзошли наши расчёты; загадочность возрастала и от того, что два ролика потерялись, и фильм стал непонятным даже его автору», — позже возвращался к этому периоду Ренуар. Своей мрачностью фильм обязан ещё и погодным условиям, так как февраль 1932 года был сырым и холодным: «…туман растворяется только в ночном сумраке, который каждый день сгущается так рано, что вечера кажутся бесконечными». Кроме того такой характер вызвал и сюжет, действие которого происходит в основном в тёмное время суток.
Режиссёр старался предоставить творческую свободу актёрам и съёмочной группе, прислушиваясь к их мнению и положительно реагируя на их задумки, находки. Так, когда потребовался электрогенератор, который по вине продюсеров не был предоставлен в распоряжение создателей фильма, то Беккер сумел заменить его собственной конструкцией, основанной на использовании их старого промышленного трансформатора. В ставшей знаменитой сцене ночной погони ассистент режиссёра лично управлял автомобилем. Были и другие подобные примеры. Биограф Ренуара Паскаль Мерижо объяснял это широким, общительным характером режиссёра, полагавшего, что «приходящие ему в голову идеи заведомо не являются более ценными, чем идеи его сотрудников». Также, по его наблюдению, постановщик стремился «подольше не выключать камеру, снимать длинными кадрами и улавливать то порой непредсказуемое развитие, которое может получить сцена по мере того, как актёр вживается в своего героя или взаимодействует с партнёром». К реализации такого подхода постановщик и стремился в первую очередь в значительно большей мере нежели к сюжетной «связной последовательности сцен». Подобный подход в очередной раз вызвал у Ренуара трудности на стадии монтажа и это несмотря на то, что его гражданская жена Маргерит находилась всё время на съёмках и имела непосредственное представление о происходящем там.
Несмотря на дружеские отношения, по наблюдению Мерижо, Ренуар старался находиться несколько обособленно, чтобы управлять процессом съёмки, явно доставлявшим ему удовольствие. Причём «манипулирование» окружающими, что относится к непосредственной сфере обязанностей режиссёра, он использовал не только на съёмочной площадке, но и за её пределами: «Ему как начальнику съёмочной группы — и как главарю банды — нравится смотреть на то, как завязываются отношения, сближаются влюблённые и ссорятся супруги. Режиссёр, словно демиург, черпает силу в крутых поворотах в жизни своих персонажей и своих актёров, своих соратников по кино, и оттягивает миг наивысшего наслаждения, после которого всё это вдруг утратит значение». Так, в этом плане показательно участие Ренуара в отношениях между Беккером и привлекательной актрисой Уинфрид. Жан не препятствовал их развитию и с видимым удовольствием посылал своего ассистента помогать ей одеваться в сексуальную одежду, в которой она по роли снималась. Мало того, Ренуар ещё и любил рассказывать про эту «рискованную» миссию своего друга.
Позже режиссёр особенно выделял операторскую работу Марселя Люсьена, сумевшего запечатлеть «фантастически-эффектные» образы тумана. Также он отмечал то, что актёры, как любители так и профессионалы, исполняли свои роли «загадочно» и сумели органично слиться с окружающей обстановкой — этим «зловещим перекрёстком». Режиссёр позже ностальгически вспоминал о времени съёмок фильма, созданного в дружеской обстановке, как бы в «упоении интимной близостью». По его мнению, «Ночь на перекрёстке» была и останется для него полностью «безумным экспериментом», о котором он не может рассуждать без грусти, особенно на фоне более поздней зарегулированности кинематографического процесса. Сименон ни разу не был на съёмках фильма «Жёлтый пёс» Таррида, а вот Ренуара посетил.
Характер и предыдущие обстоятельства, связанные с трудностями при создании и прокате «Суки», отсутствием контроля со стороны продюсеров в следующей работе, по мнению Мерижо, привели к тому, что обстановка в Буффемоне была малоуправляемой. Кроме того, по его образному выражению, атмосферные осадки были далеко не «единственной жидкостью, которая в изобилии лилась» на съёмках, что в конечном итоге привело к плачевному результату — отсутствию сюжетной связности картины. Сименон засвидетельствовал этот факт, заявив уже после смерти своего друга Ренуара, что тот был пьян на съёмках практически всё время.

## Выход на экраны и приём
Премьера фильма «Ночь на перекрёстке» состоялась 21 апреля 1932 года (за полтора месяца до выхода на экран ленты «Жёлтый пёс» Таррида) в парижских кинотеатрах «Театр Пигаль» и «Элизе-Гомон». Прокат не оправдал ожиданий создателей, ни критики, ни зрители не были впечатлены. Многие расценили его сюжет как невразумительный и бессвязный, что отрицательно сказалось на сборах. На первом показе присутствовал Сименон, через несколько дней заявивший, что «очарован». Продюсеру Пьеру Бронберже, который также оказался на премьере, фильм в нескольких местах показался малопонятным. Он высказался, что это возможно вызвано тем, что в окончательном варианте могла отсутствовать часть отснятого материала. Бронберже проанализировал картину с помощью раскадровки и пришёл к выводу, что около десяти страниц сценария не попали в окончательную версию. В середине 1950-х годов в интервью для Cahiers du cinéma режиссёр рассказывал, что результат оказался «довольно бессвязный», объясняя это тем, что фильм не удалось закончить надлежащим образом, так как прекратилось финансирование. Однако с другой стороны, по его объяснению, «бессвязность», которую ставили ему в вину, в конечном итоге возникла из-за принципов съёмки, так как «мы ведь делали что-то вроде комедии дель арте». Комментируя этот отзыв режиссёра Мерижо писал, что это поздняя оценка мастера. Однако после неудачного выхода картины на экран маловероятно, чтобы такие соображения могли прийти тому в голову: сразу после того «как он снова потерпел финансовый провал и не мог не понимать, что, скорее всего, сам был главным его виновником».

## Критика
Распространено мнение, что «Ночь на перекрёстке» является наименее известной звуковой работой Жана Ренуара. Она считается единственной в наследии классика французского кинематографа, которую можно отнести к категории криминального жанра. Некоторые исследователи относили такие его работы как «Сука» и «Ночь на перекрёстке» к предшественникам фильмов в жанре нуар. В качестве одного из прообраза роковой женщины, столь характерный для этого жанра кино, рассматривается героиня Уинны Уинфред.
Критика назвала фильм как не совсем понятный для «обычной публики» и даже слишком «изысканным». Упрекали за отсутствие ясной, вразумительной развязки. Историк кино Жорж Садуль считал, что первая экранизация Сименона осталась фактически незаконченной из-за нехватки средств и была «совершенно невразумительна». Из-за условий создания и художественных особенностей фильма Мерижо назвал его «утопленным». Это касается не только операторской работы Марселя Люсьена, но и звука, который как будто записан в аквариуме, так как местами реплики персонажей практически неразличимы. Подобный результат, указывал киновед, не улучшал восприятие происходящего на экране, а затруднял понимание и без того запутанного детективного сюжета, нестыковки которого не столь заметны при чтении Сименона. Критик предложил несколько версий в отношении отсутствия целостности, алогичности картины. Так, он приводил воспоминание Жана Митри, сыгравшего не только эпизодическую роль, но и выполнявшего функции ассистента. По словам Митри, когда его попросили отнести в лабораторию несколько отснятых бобин, две из них он потерял и именно на них находились дубли недостающих сцен. Критик указывал, что это маловероятно, так как, если бы это было правдой, такой значительный пропуск должен был быть обнаружен. Эту версию Мерижо отвергал, как и другую, согласно которой материал был утрачен по вине оператора, который якобы поместил в кинокамеру кассеты с отснятой плёнкой. По его оценке, наиболее приближённым к истине объяснением являются ошибки оператора Маргерит Ренуар и собственно самого режиссёра, вызванные их недосмотром. Это прежде всего было вызвано неумеренным потреблением спиртного «бандой». Ещё одной версией является то, что сюжетные нестыковки и туманность фильма были вызваны продуманным режиссёрским решением: «…перед нами именно тот фильм, который хотел снять Ренуар — со всеми его недостатками и достоинствами, при том, что первые в основном вытекают из вторых». Вероятно, что художественные особенности были предопределены формальным, не психологическим подходом постановщика:
Этот фильм, полный тумана и теней, герои которого больше похожи на смутные силуэты, выскользнувшие из ночного мрака и стремящиеся вновь раствориться в нём, прославляет победу неясности над иллюзорной психологической точностью поступков, которую обычно силится отразить кинематограф. Личные обстоятельства семейной и профессиональной жизни Ренуара, трудности, подстерегавшие его на площадке каждый день и каждую ночь, неопытность его окружения — всё это повлияло на то, что фильм превратился в некий абстрактный, но прекрасный аудиовизуальный концерт.
Французский критик Пьер Лепроон отмечал, что о фильме многого не скажешь и привёл показательное мнение Сименона, который говорил, что «это детектив, сделанный профессионально, но без оригинальности». Более положительно высказался основоположник французской новой волны Жан-Люк Годар. Он характеризовал «Ночь на перекрёстке», как самый загадочный, странный и поэтический фильм Ренуара, обладающий туманной атмосферой, вызванной к тому же утратой части отснятого материала, и в итоге смонтированный без этих сцен. Однако даже потеря плёнки по вине Митри не смогла нанести урона для этой картины. Годар приводит некоторые составляющие, делающие этот фильм выдающимся: «Ружейные выстрелы, взрывающие ночную тишину, гудение мотора „бугатти“, преследующей преступников (великолепная субъективная съёмка с движением улочек спящей деревни), ошеломлённые, странные или порочные лица жителей глухого посёлка, мелькнувшего у дороги, английский акцент Уинны Уинфрид и её старомодный эротизм философствующей русской морфинистки, взгляд ленивого сокола у Пьера Ренуара, запах дождя и окутанных туманом полей». Всё это, подытоживает Годар свою мысль, приводит к тому, что «Ночь на перекрёстке» — это единственный «великий французский детектив, более того, самый великий из французских приключенческих фильмов». По его мнению, в итоге получилась картина, в которой персонажи романа «Преступление и наказание» (1865—1866) Фёдора Достоевского помещены в обстановку романа «Тёмное дело» (1841) Оноре де Бальзака: «Потому что Сименон=Достоевский+Бальзак, — воскликнут без ложного стыда поклонники комиссара Мегрэ. Отвечаю: да, но „Ночь на перекрёстке“ показывает, что это уравнение верно, только если и потому, что проверить его берётся Ренуар».
Французский киновед Жак Лурсель писал, что актёрская работа Пьера Ренуара в картине «Ночь на перекрёстке» представляет собой «тень в фильме теней, однако для некоторых именно он — лучший Мегрэ». Эту точку зрения полностью разделял Мерижо. Последний также особо выделял две совместные сцены с участием Мегрэ (Пьер Ренуар) и Эльзы (Уинна Уинфрид), которые он причислил к наиболее эротическим во всей фильмографии режиссёра: «…томную эфемерность девушки только подчёркивают её актёрская неопытность и акцент, а также массивный силуэт партнёра и его высочайшее актёрское мастерство». В этих эпизодах комиссар ощущает любовное волнение, когда девушка испытывает на нём свои чары, но здесь проявляется ещё и реальное романтическое переживание актёра Ренуара перед Уинфрид, что вызвало к жизни «один из самых великолепных моментов в кинематографе» режиссёра. Советский киновед Георгий Авенариус в книге «Жан Ренуар. (Очерк из истории кино во Франции)» (1938) отметил, что режиссёр в экранизации детектива «невольно отдал дань требованиям рынка», но ему всё же «удалось избежать грубой примитивности, свойственной этому жанру».
Несмотря на первоначальную благоприятную оценку фильма Ренуара со стороны Сименона, в сентябре 1932 года в интервью журналу Pour vous он сказал, что считает первые адаптации своих книг («Ночь на перекрёстке» и «Жёлтый пёс») — «неудачными». Он возложил ответственность за это на продюсеров и конкретизировал свою мысль: «виноваты правила и идиоты, их установившие». Возможно на такое заявление писателя повлияло то, что перед этим он намеревался сам экранизировать роман «Цена головы» (La tête d’un homme), однако продюсеры предоставили в его распоряжение неоплаченные чеки и он со скандалом отказался от этой затеи. При этом на роль комиссара он намеревался вновь пригласить Пьера Ренуара, но в итоге утверждённый режиссёр Жюльен Дювивье остановил свой выбор на Гарри Боре. Своеобразную оценку актёрской игры Ренуара дал Сименон в позднем романе «Записки Мегрэ» (Les memoires de Maigret; 1951), повествование в котором ведётся от лица комиссара. В этой книге, от имени своего персонажа, он писал, что первого «экранного Мегрэ» сыграл Пьер Ренуар, и в данном случае в фильме было сохранено определённое портретное сходство, но на экране в исполнении актёра он стал немного выше и стройнее. «Конечно, его лицо сильно отличалось от моего, но манера поведения, жесты были удивительно похожи — я заподозрил, что актёр тайком наблюдал за мной», — указывалось в книге. «Настоящий Мегрэ» посмотрел несколько исполнителей, сыгравших его в кино, но остановил свой выбор именно на первом: «Это был Пьер Ренуар, который не стал водружать на голову злополучный котелок, а нарядился в совершенно обычные шляпу и пальто, которые носит любой служащий, независимо от того, работает он в полиции или нет».

## Последующие экранизации и влияние
В 1933 году был закончен и вышел на экраны фильм Жюльена Дювивье «Цена головы», где режиссёр применил некоторые сходные с картиной Ренуара приёмы. В частности, это касается абстрактного характера этих двух адаптаций и того, что в обеих пропущены некоторые важные сюжетные ходы. Так, Мерижо выделял «особенно странную» сцену, где Мегрэ в исполнении Гари Бора вёл допрос в движущемся автомобиле, но на экране показано лишь стекло, из которого видно стремительно проносящийся за окном ландшафт. После Ренуара роман несколько раз адаптировался на телевидении. В 1969 году свою версию представил режиссёр Франсуа Вилье, что произошло в ходе показа серии «Ночь на перекрёстке» (La Nuit du carrefour) из третьего сезона французского телесериала «Расследования комиссара Мегрэ» (1967—1990); главную роль исполнил Жан Ришар.
В ноябре 1992 года прошла премьера четвёртой серии «Мегрэ и ночь на перекрёстке» (Maigret et la nuit du carrefour) второго сезона французского телесериала «Мегрэ» (1991—2005), на этот раз заглавную роль сыграл Бруно Кремер. В 2017 году эта же книга был экранизирована режиссёром Сарой Хардинг в качестве первого эпизода «Мегрэ: Ночь на перекрёстке» (Maigret's Night at the Crossroads) второго сезона английского сериала «Мегрэ» (2016—2017). В роли французского комиссара снялся британский актёр Роуэн Аткинсон. По мнению Джонатана Розенбаума, американского кинокритика и пропагандиста творчества режиссёра Белы Тарра, представителя венгерского авторского кино, на фильм последнего «Человек из Лондона» (основанного на одноимённом романе Сименона) оказал влияние детектив французского классика.